# Camí de la Selva a Salou
El Camí de la Selva a Salou és un camí que travessa per una part del terme de Reus al Baix Camp.
Anava de la Selva del Camp al port de Salou. Entra al terme de Reus per l'extrem nord-est de la partida del Burgar, a l'est del Mas de Baptista i, agafant una direcció sud, baixa a trobar el barranc de les Alzines. El transita un bocí aigües avall i s'encreua amb el camí del Burgar. Travessa la carretera de Sant Ramon i entra un tros al terme de Constantí, fent cap al camí de Constantí, on queda interromput pel Camp d'Aviació. Travessava les terres dels Plans de Quart, que ara ocupa l'aeròdrom. Quan reapareix al sud del Camp se li diu camí del Roure.